# Cryptocheiridium australicum
Cryptocheiridium australicum är en spindeldjursart som beskrevs av Beier 1969. Cryptocheiridium australicum ingår i släktet Cryptocheiridium och familjen dvärgklokrypare. Inga underarter finns listade i Catalogue of Life.